# Patrick Zaniroli
Patrick Zaniroli, né à Courbevoie le 5 avril 1950, est un ancien journaliste sportif, pilote de rallye-raid et directeur sportif pendant 12 ans du rallye Paris-Dakar qu'il remporte en 1985. Il est à l'origine du mouvement 4x4 en France[réf. nécessaire] et à l'initiative de nombreux événements automobiles en France.

## Biographie
Patrick Zaniroli est le petit-fils de Robert Sénéchal, pilote d'avant-guerre (Delage, Bugatti, Chenard et Walcker...).
En 1974, il crée l'association sportive automobile Auto verte, affiliée à la FFSA et spécialisée dans le tout-terrain. En 1978 naît le club automobile Auto verte et Patrick Zaniroli lance le magazine spécialisé dans les 4×4 : Auto verte Magazine. Il organise aussi les premiers championnats de France de trial. Durant huit ans (1978 - 1986), il est journaliste à Auto Verte et crée au sein des éditions Larivière le département organisation gérant des grands événements comme le Bol d'or, le Rallye de l'Atlas, la Baja 500 ou le Supercross de Paris-Bercy.
En 1987, il crée sa société d'événements sportifs et promotionnels : Patrick Zaniroli Promotion (PZP) et organise pendant quatre ans (1988 - 1992) le salon « 4x4 SHOW » sur le parvis de la Défense.
En 1994, à la demande de Jean-Claude Killy, il devient directeur sportif de TSO - Thierry Sabine Organisation - responsable du tracé, responsable des relations avec les fédérations, chargé de l'organisation sportive du Rallye Dakar. Patrick Zaniroli restera douze ans au sein d'ASO (Amaury Sport Organisation, propriétaire de TSO) d'abord en tant que directeur sportif puis en tant que directeur de course,. Il quitte l'organisation du Rallye Dakar en mars 2005 pour se lancer dans d'autres projets.
Homme de terrain, pour le rallye de l'Atlas dans les années 1980, puis pour le Paris-Dakar, il trace de nouveaux parcours au Maroc et ouvre de nombreuses pistes, qui sont empruntées aujourd'hui par les rallyes se déroulant sur le territoire marocain.
Durant cette période, Patrick Zaniroli, en plus de l'organisation du Dakar, crée en 1999 avec sa femme Viviane le Rallye des Princesses, renouveau de l'ancien Paris-Saint-Raphaël féminin des années 1930. Il reprend aussi en 2003 l'organisation du Rallye Neige et Glace et inscrit en février 2004 l'épreuve au calendrier FFSA des rallyes de Régularité.
En août 2005, Patrick Zaniroli lance le projet de la TransAfricaine Classic, 1er rallye de Régularité 4x4 ralliant Paris à Dakar. Avec cette course destinée aux amateurs mais où les professionnels ont leur place, il tente un compromis entre course et régularité et cherche à renouer avec l'esprit des premiers Paris-Dakar. Avec le soutien de la FFSA et de son président Jacques Régis, la 1re TransAfricaine Classic a lieu en novembre 2006.
Le Rallye Neige et Glace et le Rallye de Princesses sont aujourd'hui reconnus comme deux épreuves importantes de la discipline. 
En juin 2014, après le succès du Rallye des Princesses, Viviane et Patrick Zaniroli lancent un nouvel événement, le Princesses Prestige Rally, dont la seule édition a lieu en octobre 2016.

## Palmarès
- 1970-1977 : participation au Championnat de France des Rallyes Tout-Terrain. Plusieurs victoires - 1er au championnat en 1975.
- 1979 : à la suite d'essais pour Audi/Volkswagen, l'usine allemande le contacte pour la mise en œuvre de sa participation au Paris-Dakar.
- 1980 : en tant qu'organisateur de la venue de la 1re usine officielle sur le rallye Paris-Dakar, il se voit confier une des 4 Volkswagen Iltis engagées et termine 2e du Rallye à 10 min du 1er[7].
- 1981 : 6e du Paris/Dakar sur Range Rover/VSD[8]
- 1982 : 7e du Paris/Dakar sur Range Rover/VSD - 2e du Pernod Irish Trophy sur Range Rover/VSD[9]
- 1984 : 2e du Paris/Dakar sur Range Rover/Pacific - 2e de la Baja Aragón sur Citroën Visa 1000 Pistes/Levi's
- 1985 : repéré par Mitsubishi, il se voit confier un des 2 Pajero engagés par la marque. 1erà Dakar, il apporte à Mitsubishi sa 1re victoire en rallye-raids[10].
- 1986 : participation au Paris/Dakar sur Mitsubishi Pajero/Nikon. 7 victoires au scratch. Arrive 7e à Dakar, ayant subi une casse de la boîte de vitesses.
- 1987 : 2e au Paris/Dakar sur Range Rover/VSD-Plein Pot, 1er des 4x4 traditionnels. Seul pilote à avoir tenu tête à l'armada Peugeot - 1er du Tour de Belgique sur Daihatsu - 3e du Rallye de l'Atlas sur Range Rover/Primagaz
- De 1988 à 1991 : participation au Dakar pour Land Rover et Mitsubishi.